# Округ Лапорт (Индијана)
Лапорт (енгл. LaPorte County) је округ у америчкој савезној држави Индијана.

## Демографија
По попису из 2010. године број становника је 111.467, што је 1.361 (1,2%) становника више него 2000. године.
| Група             | 2000.          | 2010.          |
| Белци             | 93.330 (84,8%) | 90.695 (81,4%) |
| Афроамериканци    | 11.156 (10,1%) | 12.001 (10,8%) |
| Азијати           | 498 (0,5%)     | 583 (0,5%)     |
| Хиспаноамериканци | 3.402 (3,1%)   | 6.093 (5,5%)   |
| Укупно            | 110.106        | 111.467        |